# Quartier Général de la Defense Intelligence Agency
Le quartier général de la Defense Intelligence Agency (DIA HQ) est le principal centre opérationnel de la Defense Intelligence Agency . Il est situé sur le site de la Joint Base Anacostia–Bolling (en) à Washington, DC.

## Aperçu
Le quartier général de la DIA (parfois appelé le centre d'analyse du renseignement de défense ou DIAC) a ouvert en 1983  et est devenu opérationnel en 1984 pour consolider les activités de la DIA dans la région de Washington, DC. Il abritait simultanément le bureau du directeur du renseignement national de 2005 à 2008, jusqu'à ce que ses propres installations soient ouvertes à Liberty Crossing à McLean, en Virginie.
Sous le QG de la DIA se trouve également le quartier général du Commandement des composantes fonctionnelles conjointes du Commandement stratégique des États-Unis pour le renseignement, la surveillance et la reconnaissance (JFCC-ISR). Le siège de la DIA comprend également le DIA Memorial Wall, qui commémore 21 employés de la Defense Intelligence Agency décédés au service de l'agence et des États-Unis. De plus, l'établissement abrite un mémorial en l'honneur de sept employés décédés dans les attentats du 11 septembre 2001 au Pentagone, le Torch Bearers Wall, mettant à l'honneur les contributions exceptionnelles des employés à la mission de l'agence, et le DIA Museum, qui raconte l'histoire de l'agence ainsi que les artefacts historiques associés.